# Борга деј Мартири (Виченца)
Борга деј Мартири је насеље у Италији у округу Виченца, региону Венето.
Према процени из 2011. у насељу је живело 11 становника. Насеље се налази на надморској висини од 739 м.